# 3205 Boksenberg
3205 Boksenberg је астероид главног астероидног појаса чија средња удаљеност од Сунца износи 2,681 астрономских јединица (АЈ).
Апсолутна магнитуда астероида је 13,4.